# Pettyes avarrigó
A pettyes avarrigó (Cinclosoma punctatum) a madarak osztályának verébalakúak (Passeriformes)  rendjébe és a Psophodidae családjába tartozó faj. Egyes szervezetek a Psophodidae családba sorolják a fajt.

## Rendszerezése
A fajt George Shaw angol zoológus írta le 1794-ben, a Turdus nembe Turdus punctatus néven.

## Alfajai
- Cinclosoma punctatum anachoreta Schodde & I. J. Mason, 1999
- Cinclosoma punctatum dovei Mathews, 1912
- Cinclosoma punctatum punctatum (Shaw, 1795)[2]

## Előfordulása
Ausztrália keleti részén, valamint Tasmania szigetén honos. Természetes élőhelyei a szubtrópusi és trópusi száraz erdők és szavannák. Állandó, nem vonuló faj.

## Megjelenése
Testhossza 30 centiméter, testtömege 107 gramm.
|  |

## Életmódja
Rovarokkal táplálkozik.

## Természetvédelmi helyzete
Az elterjedési területe nagyon nagy, egyedszáma ugyan csökken, de még nem éri el a kritikus szintet. A Természetvédelmi Világszövetség Vörös listáján nem fenyegetett fajként szerepel.